# Национальный музей Дании
Национальный музей Дании (дат. Nationalmuseet) — крупнейший историко-культурный музей Дании, расположенный в столице государства — городе Копенгагене, в центральной его части, по адресу: улица Ny Vestergade, 10, недалеко от пешеходной зоны Стройет. В залах музея экспонируется большое количество памятников материальной культуры, привезённых датскими учёными со всех материков и островов: начиная Гренландией и заканчивая Южной Америкой. К тому же оказывается материальная поддержка Гренландскому научно-исследовательскому центру SILA на базе Национального музея Дании, проводящему археологические и антропологические раскопки в Гренландии, а затем выставляющему находки непосредственно в самом музее.
Также, помимо археологии и антропологии, музей вкладывает средства в развитие этнологии, нумизматики, этнографии, естествознания, реставрацию памятников архитектуры, коммуникационные технологии, финансирует реставрацию церквей и иных объектов культурного наследия.
В частности, коллекция музея включает золотые рога из Галлехуса (копии), котёл из Гундеструпа, йортспрингскую ладью, останки девушки из Эгтведа, Солнечную повозку, эпитафию Сейкила.